# Peter Oosthoek
Pour les articles homonymes, voir Oosthoek.
 (décembre 2018).
Peter Oosthoek, né le 3 septembre 1934 à Utrecht et mort le 27 septembre 2015 à Amsterdam, est un acteur et réalisateur néerlandais.

## Filmographie

### Acteur
- 1976 : Max Havelaar (Max Havelaar of de koffieveilingen der Nederlandsche handelsmaatschappij) de Fons Rademakers
- 2001 : Qui Vive (nl) de Frans Weisz
- 2012-2015 : Beatrix, Oranje onder vuur (nl)

### Réalisateur
- 1983 : An Bloem (nl)

## Vie privée
Il fut marié avec l'actrice Lettie Oosthoek,.